# József Kossics

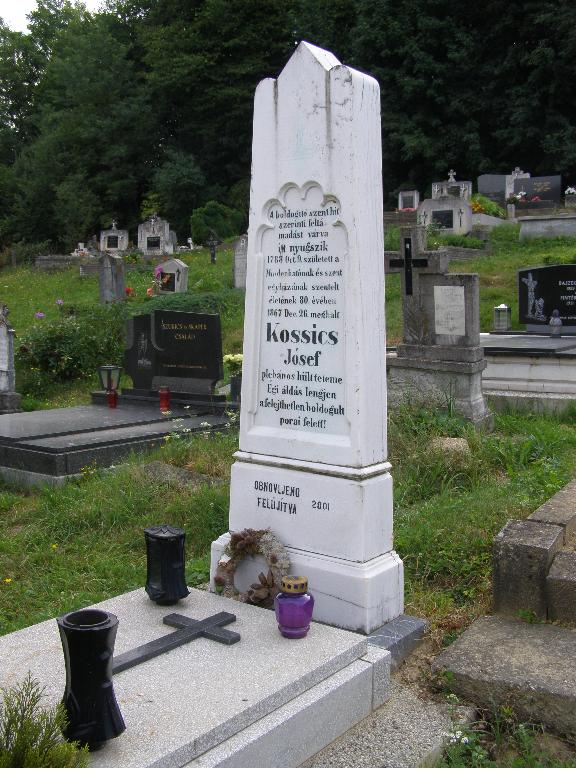
Kossics Grab in Felsőszölnök

József Kossics (slowenisch: Jožef Košič; * gegen 9. Oktober 1788 in Bagonya/Bogojina, Ungarn, jetzt Slowenien; † 26. Dezember 1867 in Oberzemming, Ungarn) war ein slowenischer Schriftsteller, Dichter, Sprachforscher, Historiker, Volkskundeforscher und katholischer Priester in Ungarn. Er war kroatischer Abstammung.
Kossics wurde in Bogojina (ungarisch: Bagonya), in der Region Prekmurje geboren. Sein Vater József Kossics war Schulmeister in Varaždin (Kroatien), und seine Mutter Ana von Kregar stammte aus einer ungarischen  Familie, welche 1650 in den Adelstand erhoben wurde. Das Gymnasium besuchte er in Güns und Steinamanger. 1811 wurde er zum Priester geweiht und war als Kaplan in der Prekmurje, in Fellsdorf, Turnišče und Sveti Jurij tätig. 1816 erfolgte die Ernennung zum Priester auf Unterzemming (ein slowenisch-deutsches Dorf bei Szentgotthárd). Sein bedeutendstes Werk ist die erste slowenische Monografie, Von Wenden (Slowenen) in Ungarn (O Vendskih-Totih na Vogrskom/A Magyar Országi Vendus-Tótokról). Die deutsche Ausgabe erschien 1829.
Ab 1829 war Kossics Priester in Oberzemming. Hier ist er auch 1867 gestorben.

## Werke
- Vannak -e Magyar országban Vandalusok?
- Von Wenden in Ungarn (O Vendskih-Totih na Vogrskom)
- Krátki Návuk Vogrskoga Jezika za Začetnike
- Križna paut na XIV. štácie ali postojališča
- Starine železnih ino Salaskih Slovencov
- Gebildete Slowene und Slowenin zwischen der Mur und der Raab (Zborisani Sloven in Slovenka med Műrov in Rábov)
- Geschichte des Königreichs Ungarn (Zgodbe vogerskoga kralestva)
- Jesus mein Wunsch (Jezuš moje poželenje)